# Zanele Nhlapo
Zanele Nhlapo, née le 24 juin 1991 à Johannesbourg, est une footballeuse internationale sud-africaine. Elle évolue actuellement aux Mamelodi Sundowns.

## Biographie
Nhlapo quitte l'Afrique du Sud en 2019 pour signer en Albanie au KF Apolonia Fier en compagnie de sa compatriote Andisiwe Mgcoyi. L'année suivante, elle rejoint le Kosovo et le KFF Mitrovica.
En 2021, elle remporte avec les Sundowns, dont elle est capitaine, la première édition de la Ligue des champions féminine du COSAFA, puis de la Ligue des champions féminine de la CAF. Elle est nommée dans l'équipe-type du tournoi continental. Elle réalise un triplé en remportant également le championnat d'Afrique du Sud.
La saison suivante, elle participe à la déroute du club sud-africain en finale de Ligue des champions : elle concède un penalty après un quart d'heure de jeu, puis elle est expulsée à la 52e minute, lors de la cinglante défaite 4-0 face à l'AS FAR.
Nhlapo et les Mamelodi Sundowns retrouvent leur titre africain en 2023.

## Palmarès
Mamelodi Sundowns
- Ligue des champions de la CAF (2) :
  - Championne en 2021 et 2023
  - Finaliste en 2022
- Ligue des champions du COSAFA (2) :
  - Championne en 2021 et 2023
  - Finaliste en 2022
- Championnat d'Afrique du Sud (4) :
  - Championne en 2013, 2015, 2021 et 2022

 KFF Mitrovica
- Championnat du Kosovo (1) :
  - Championne en 2020-2021
- Coupe du Kosovo (1) :
  - Vainqueure en 2020-2021

 KF Apolonia Fier
- Championnat d'Albanie (0) :
  - Deuxième en 2019-2020
- Coupe d'Albanie (0) :
  - Finaliste en 2019-2020